# Flatatjärnen, Lappland
Flatatjärnen är en sjö i Vilhelmina kommun i Lappland och ingår i Ångermanälvens huvudavrinningsområde. Sjön har en area på 0,0365 kvadratkilometer och ligger 599,1 meter över havet. Vid provfiske har elritsa och öring fångats i sjön.

## Delavrinningsområde
Flatatjärnen ingår i det delavrinningsområde (720697-148928) som SMHI kallar för Mynnar i Grubbsjöbäcken. Medelhöjden är 635 meter över havet och ytan är 0,73 kvadratkilometer. Det finns inga avrinningsområden uppströms utan avrinningsområdet är högsta punkten. Vattendraget som avvattnar avrinningsområdet har biflödesordning 5, vilket innebär att vattnet flödar genom totalt 5 vattendrag innan det når havet efter 355 kilometer. Avrinningsområdet består mestadels av skog (95 procent). Avrinningsområdet har 0,04 kvadratkilometer vattenytor vilket ger det en sjöprocent på 5 procent.